# Montaulieu
 Montaulieu  là một xã thuộc tỉnh Drôme trong vùng Auvergne-Rhône-Alpes đông nam nước Pháp. Xã Montaulieu nằm ở khu vực có độ cao trung bình 500 mét trên mực nước biển.